# Таза, Александр Николаевич
Александр Николаевич Таза (27 марта 1951, Ленинград, РСФСР, СССР — 29 сентября 2010, Волгоград, Россия) — российский театральный актёр, артист Волгоградского Нового Экспериментального театра, заслуженный артист Российской Федерации (1993).

## Биография
- В 1975 году окончил театральное училище им. Щукина в Москве.
- В 1975—1977 годах[источник не указан 1404 дня] работал в Ульяновском областном драматическом театре.
- В 1977—1985 годах[источник не указан 1404 дня] — на сцене Петрозаводского Музыкально-драматического театра КАССР.
- В 1985[источник не указан 1404 дня]—1988 годах — в Горьковском академическом театре драмы им. Горького.

С 1988 года в Волгоградском Новом Экспериментальном театре (со дня его основания), за годы работы в котором им были сыграны более 60 ролей.
Умер 29 сентября 2010 года. Похоронен на Димитриевском кладбище в Волгограде.

## Театральные работы
- Серебряков — «Последний роман-с»
- Неизвестный — «Маскарад»

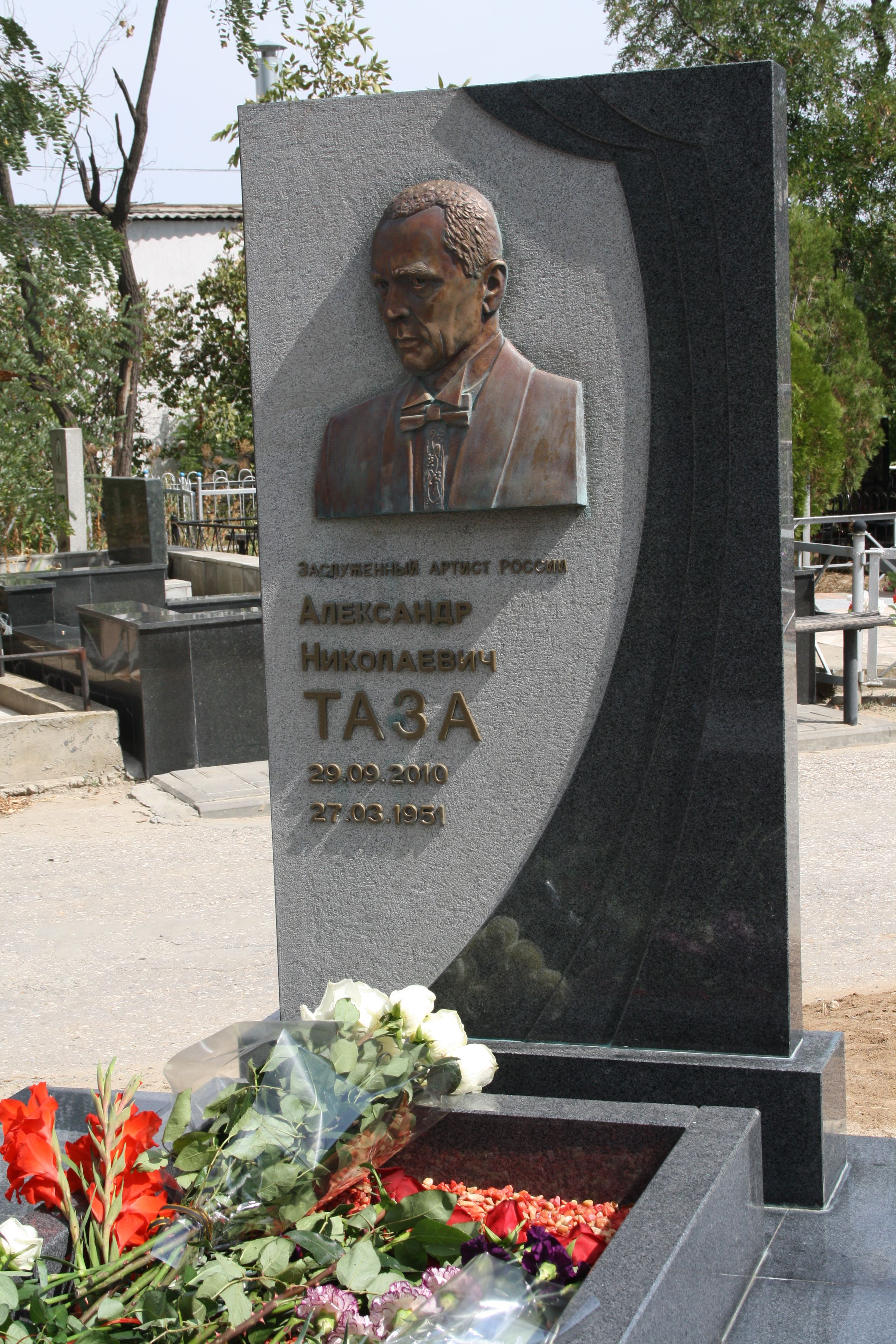
Памятник Александру Таза на Центральном (Димитриевском) кладбище Волгограда

- Кошельков — «Хомо Эректус, или Обмен женами»
- сеньор Капулетти — «Ромео и Джульетта»
- Кареев — «Золотая Карета»
- Клебер Карлье — «Блез»
- доктор Бартоло — «Эротические опыты графа Альмавива, или Женитьба Фигаро»
- Юрий — «Парусиновый портфель»
- Яичница — «Женихи»
- Гортензио — «Укрощение строптивой»
- Софокл — «Укрощение укротителя»
- Дон Алонсо — «Дон Жуан»
- Альбер Ламар — «Мужской род, единственное число»
- Кучумов — «Бешеные деньги»
- Дорн — «Чайка»
- Алек Болторп — «Ключ на двоих»
- советник короля / отец Гамлета — «Гамлет в Нью-Йорке»
- синьор Монтекки, синьор Капулетти — «Чума на оба ваши дома»
- Абрам Иванович — «Продолжение содома»

## Фильмография
- 1971 — «Человек в проходном дворе» — Сергей, племянник Мартина Мягера
- 1983 — «Иркутская история (фильм-спектакль)» — Сергей

## Награды и звания
- Заслуженный артист Карельской АССР (1982)[1].
- Заслуженный артист Российской Федерации (1993)[2].
- Медаль ордена «За заслуги перед Отечеством» II степени (2005)[3].
- Лауреат премии Ленинского Комсомола Карелии за роль Васьки Боброва в спектакле «Две жизни»[1].
- Лауреат премии «Интер» (Волгоград).[источник не указан 1404 дня]
- Лауреат премии «Провинциальная муза» (Волгоград)[1].